# Guglielmo Pallotta
Guglielmo Pallotta (né le 13 novembre 1727 à Macerata, dans les Marches, alors dans les États pontificaux et mort le 21 novembre 1795 à Rome) est un cardinal italien du XVIIIe siècle.

## Biographie
Guglielmo Pallotta exerce diverses fonctions au sein de la Curie romaine, notamment comme trésorier général de la Chambre apostolique. Le pape Pie VI le crée cardinal-prêtre lors du consistoire du 23 juin 1777. Il est préfet de la Congrégation des eaux, ponts et canaux et préfet de la Congrégation du Concile (1785). Pallotta est camerlingue du Sacré Collège en 1787.
Certains membres de sa famille sont aussi devenus cardinaux : Giovanni Evangelista Pallotta (1587), Giovanni Battista Maria Pallotta (1629) et son neveu Antonio Pallotta (1823).